# Sampit
Sampit är en kabupatenhuvudort i Indonesien.   Den ligger i provinsen Kalimantan Tengah, i den västra delen av landet, 800 km nordost om huvudstaden Jakarta. Sampit ligger 5 meter över havet och antalet invånare är 66 053.
Terrängen runt Sampit är mycket platt. Runt Sampit är det ganska tätbefolkat, med 139 invånare per kvadratkilometer. Omgivningarna runt Sampit är en mosaik av jordbruksmark och naturlig växtlighet.